# Pseuderanthemum maguirei
Pseuderanthemum maguirei là một loài thực vật có hoa trong họ Ô rô. Loài này được Leonard miêu tả khoa học đầu tiên năm 1961.